# Utakarra
Utakarra är en del av en befolkad plats i Australien. Den ligger i kommunen Geraldton-Greenough och delstaten Western Australia, omkring 370 kilometer norr om delstatshuvudstaden Perth. Antalet invånare är 972.
Närmaste större samhälle är Geraldton, nära Utakarra. 
Runt Utakarra är det mycket glesbefolkat, med 6 invånare per kvadratkilometer. Stäppklimat råder i trakten. Genomsnittlig årsnederbörd är 360 millimeter. Den regnigaste månaden är juni, med i genomsnitt 65 mm nederbörd, och den torraste är februari, med 3 mm nederbörd.